# Gyula Fényi
Gyula Fényi (ur. 8 stycznia 1845 w Sopronie, zm. 21 grudnia 1927 w Kalocsy) – węgierski uczony i jezuita. Zajmował się głównie astronomią i meteorologią, ale był bardzo wszechstronnie wykształcony.

## Życiorys
Urodził się w 1845 w Sopronie, jako jedenaste dziecko Ignáca Fincka i Anny Márii Binder. Kiedy miał 12 lat został sierotą. W 1864 roku udało mu się ukończyć szkołę średnią, ale zaraz potem zapadł na bardzo poważną chorobę. W czasie leczenia poznał jezuitę, który wywarł duży wpływ na jego osobę. Zaraz po wyzdrowieniu Gyula wstąpił do Towarzystwa Jezusowego. Rozpoczął studia w Trnawie, gdzie zdobył bardzo wszechstronne wykształcenie w dziedzinach fizyki, chemii, matematyki i nauk przyrodniczych. Po ukończeniu studiów nauczał w Kalocsa. Na początku swojej pracy jako nauczyciel przyjął nazwisko „Fényi” (dotychczas nazywał się Finck, po ojcu). W 1874 roku rozpoczął studia w Innsbrucku, gdzie poszerzał swoją wiedzę matematyczną, fizyczną i teologiczną. W trakcie studiów, w 1877 roku otrzymał święcenia kapłańskie. Po zakończeniu nauki w 1878 roku zaczął pracę jako asystent w obserwatorium w Kalocsa, ostatecznie, między 1885 a 1913 rokiem został dyrektorem tej placówki. W międzyczasie został członkiem Accademia Pontificia dei Nuovi Lincei (1902), Società degli Spettroscopisti Italiani (1909) oraz Węgierskiej Akademii Nauk. W 1903 roku otrzymał tytuł honorowego przewodniczącego Instituto Solar International Montevideo. Między 1885 a 1917 rokiem Fényi zajmował się badaniem protuberancji. Prace te dostarczyły bardzo bogatych i dokładnych danych na ten temat. Fényi skupiał się głównie na kształcie protuberancji i szybkości ich powstawania, badał także związek między nimi a fenomenami geomagnetycznymi. Oprócz tego zajmowały go plamy słoneczne  i flokule. Międzynarodowa Unia Astronomiczna, doceniając jego wkład w rozwój astronomii, nadała jednemu z kraterów na Księżycu nazwę Fényi.